# Bitwa pod Strojnowem
Bitwa pod Strojnowem – bitwa powstania styczniowego stoczona 4 listopada 1863 roku w okolicach wsi Strojnów. Walka toczyła się między oddziałem powstańczym dowodzonym przez gen. Józefa Hauke Bosaka, a oddziałami rosyjskimi. Starcie pozostało nierozstrzygnięte.

## Przed bitwą
Wieczorem 3 listopada 1863 roku oddział kawalerii powstańczej pod dowództwem generała Józefa Hauke Bosaka oraz pułkownika Zygmunta Chmieleńskiego dotarł do Strojnowa leżącego o 6 km na południowy wschód od Pierzchnicy. Powstańcy ulokowali się w majątku należącym do Eugeniusza Kozierowskiego, wielkiego patrioty i zwolennika powstania. Następnego dnia rano zwiadowcy poinformowali generała, że od wschodu nadciągają Moskale. Była to kolumna płk. Taubego, który szedł z Kielc w kierunku na Łagów, a następnie na Drugnię. 
W skład oddziału Taubego wchodziły: 1 rota piechoty, szwadron dragonów i 30 kozaków. Wysłano ze Strojnowa podjazd do Drugni, aby potwierdzić doniesienia zwiadowców. Według relacji Ludomira Grzybowskiego, jednego z uczestników bitwy pod Strojnowem siły polskie liczyły około 200 kawalerzystów, natomiast wojska carskie szacowano na jeden “pełny pułk dragonów, dwie sotnie kozaków i sześć czy ośm armat z asekuracją”. Kilku konnych powstańców zaatakowało kozaków pod karczmą w Drugni, którzy w liczbie około 50 stanowili rekonesans Taubego. Po wymianie ognia i ranieniu jednego z kozaków, powstańcy wycofali się do Strojnowa.

## Bitwa
Dowódcy oddziału powstańczego, znając siły przeciwnika oraz wiedząc, że dopiero w pewnej odległości za kozakami i dragonami podąża rota piechoty, zdecydowali się przyjąć bitwę. W tym celu kawaleria przesunęła się za wieś. Na polach między Strojnowem a Maleszową jeden pluton rozsypany w tyralierę, frontem na wschód, przyjął silnym ogniem kozaków, w efekcie czego ci wycofali się. Wówczas do ataku ruszyli moskiewscy dragoni, ale i oni nie utrzymawszy pozycji cofnęli się pod naporem powstańców.
Po półtoragodzinnej walce, kiedy nieprzyjaciel wprowadził do niej wszystkie siły włączając w to ostrzał artyleryjski, dowódcy polscy wydali rozkaz wycofania się w kierunku południowym. Rosjanie również wycofali się z pola bitwy. Straty polskie w tym starciu wynosiły 7 zabitych i rannych. Przeciwnik miał natomiast stracić 9 zabitych. Liczba rannych po obu stronach nie jest znana.

## Po bitwie
Po bitwie oddział generała Józefa Hauke Bosaka przeszedł do wsi Lipy, leżącej  między Strojnowem a Chmielnikiem i tam stacjonował przez krótki czas.
Niespełna 3 tygodnie później, 20 listopada 1863 r. pod Strojnowem rozegrała się potyczka pomiędzy oddziałem powstańczym pod dowództwem Rzepeckiego z jednej strony, a oddziałami carskimi pod dowództwem Zagrjażskiego z drugiej. Jej efektem było niemal całkowite rozbicie oddziału powstańczego.